# Evergreen S-Klasse
Die Evergreen S-Klasse ist eine Baureihe von Containerschiffen der taiwanischen Reederei Evergreen Marine.

## Geschichte

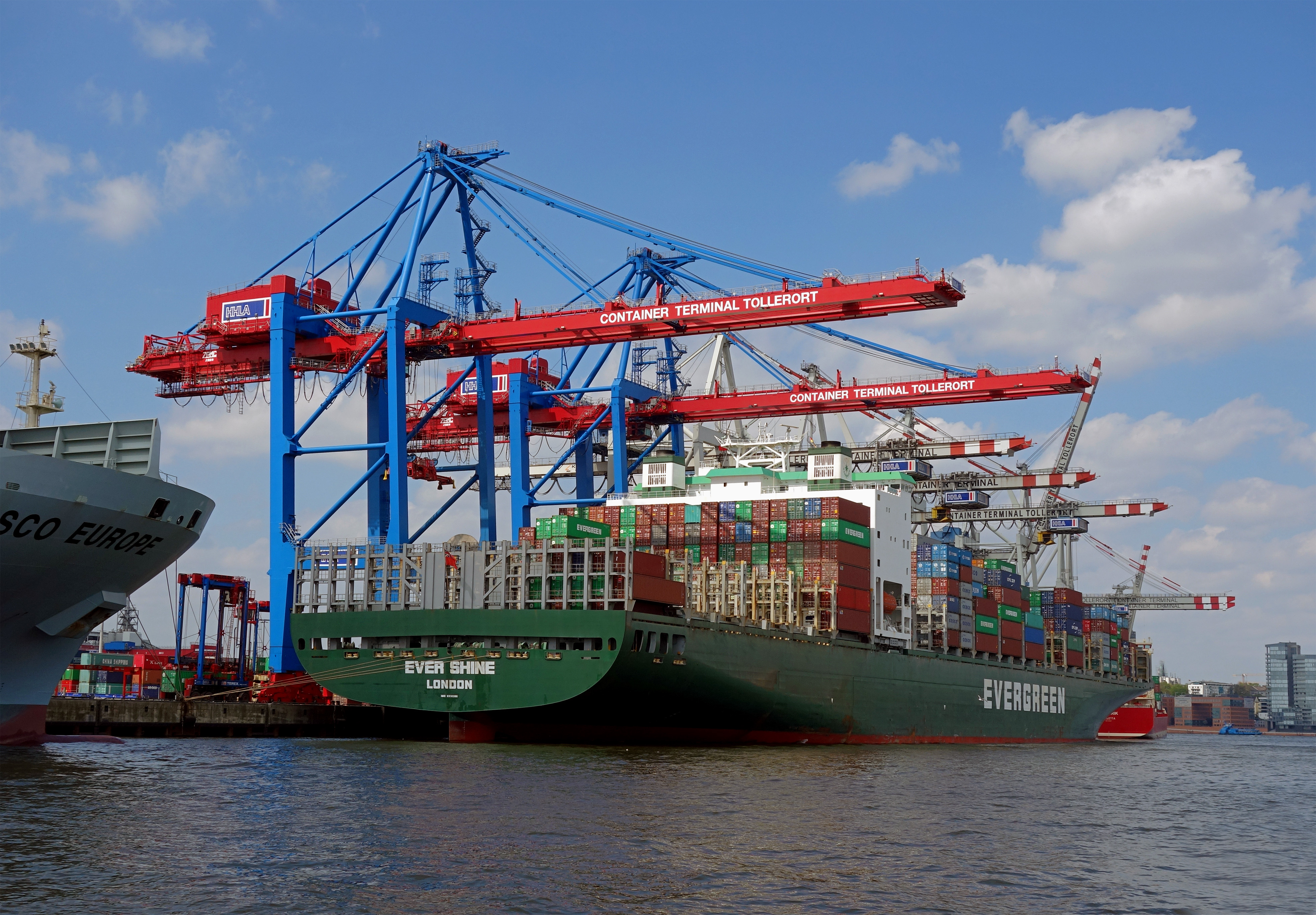
Heckansicht der Ever Shine

Die Baureihe wurde Mitte 2003 von Evergreen Marine bei Mitsubishi Heavy Industries in Japan in Auftrag gegeben. Im Jahr 2005 begann die Ablieferung der ersten vier Neubauten an das Evergreen-Tochterunternehmen Hatsu Marine mit Sitz in London. Diese vier bei Lloyd’s Register klassifizierten Einheiten erhielten Namen, beginnend mit dem Reedereinamen „Hatsu“, dem ein zweiter mit dem Buchstaben „S“ beginnender Begriff nachgestellt war. In den Jahren 2006 bis 2008 folgten sechs beim American Bureau of Shipping klassifizierte Einheiten für andere Evergreen-Tochterunternehmen, deren Namen aus dem Begriff „Ever“ und ebenfalls einem mit dem Buchstaben „S“ beginnenden Begriff zusammengestellt waren. Das vorangestellte „Hatsu“ der ersten vier Schiffe wurde 2008/09 nach der Umfirmierung von Hatsu Marine in Evergreen Marine (UK) durch „Ever“ ersetzt.
Eingesetzt werden die S-Klasse-Schiffe auf Diensten zwischen Fernost und Europa.
Die Ever Superb wurde aufgrund ihrer zahlreichen umweltfreundlichen Neuerungen im Jahr 2006 stellvertretend für den Schiffstyp von Lloyd’s List Maritime Asia mit dem Titel Ship of the Year ausgezeichnet. Im November 2011 brachte der TV-Sender Discovery Channel einen Beitrag über die S-Klasse-„Greenships“ der Reederei.
Die Ever Summit kollidierte am 28. Januar 2019 beim Festmachen am Containerterminal Deltaport in Vancouver mit einer Containerbrücke und brachte diese zum Einsturz.

## Technik

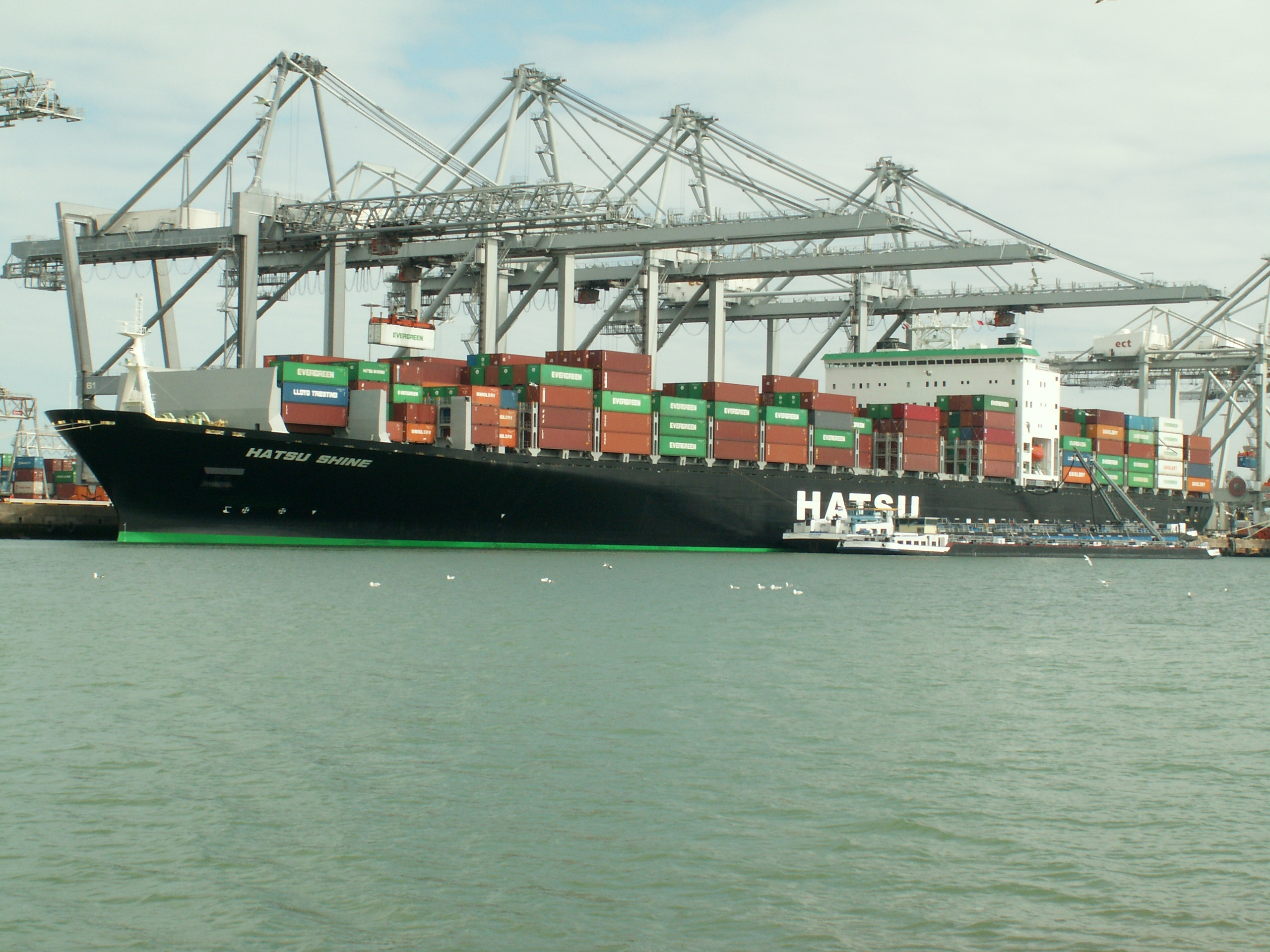
Seitenansicht der Hatsu Shine

Die S-Klasse-Schiffe zählten aufgrund ihrer Abmessungen beim Bau zu den Post-Panamax-Containerschiffen und seit der Fertigstellung der neuen Schleusen des Panamakanals zu den Neopanamax-Containerschiffen.
Der Schiffstyp verfügt über eine Kapazität von 7024 TEU, 839 Stellplätze können mit Kühlcontainern besetzt werden. Die Schiffe verfügen über acht mit Cellguides ausgerüstete Laderäume, in denen 15 Containerreihen querschiffs gestaut werden können. Die Laderäume werden mit Pontonlukendeckeln verschlossenen, auf denen 17 Containerreihen querschiffs gestaut werden können. Das Deckshaus der Schiffe ist etwa auf vier Fünftel der Länge achtern angeordnet. Ein besonderes Merkmal ist der für Evergreen-Schiffe typische über die gesamte Schiffsbreite reichende Decksaufbau mit zwei Schornsteinen.
Die als „Greenships“ oder „Eco ships“ bezeichneten Schiffe wurden mit zahlreichen erstmals bei Evergreen umgesetzten umweltschutztechnischen Neuerungen versehen. Der Schiffsrumpf des S-Typs wurde als Doppelhüllenschiff mit hochfestem Stahl gebaut und im Hinblick auf eine Reduzierung der Ballastwassermenge und geschützt angeordnete Bunkertanks konzipiert, um die seit August 2007 gültige MARPOL-Vorschrift 12A zu erfüllen. Die Maschinenanlage ist auf Cold Ironing ausgelegt, um geringe Abgasemissionen während der Hafenliegezeit zu ermöglichen. Die Schwanzwellendichtung dichtet mit Luft statt mit Öl. Das Greenship-Konzept wurde bei der danach gebauten größeren Evergreen L-Klasse weiterverfolgt.
Die Antriebsanlage besteht aus Zehnzylinder-Zweitaktmotoren des Typs Mitsubishi Sulzer 10RTA96C, die eine Geschwindigkeit von über 25 Knoten ermöglichen.

## Die Schiffe

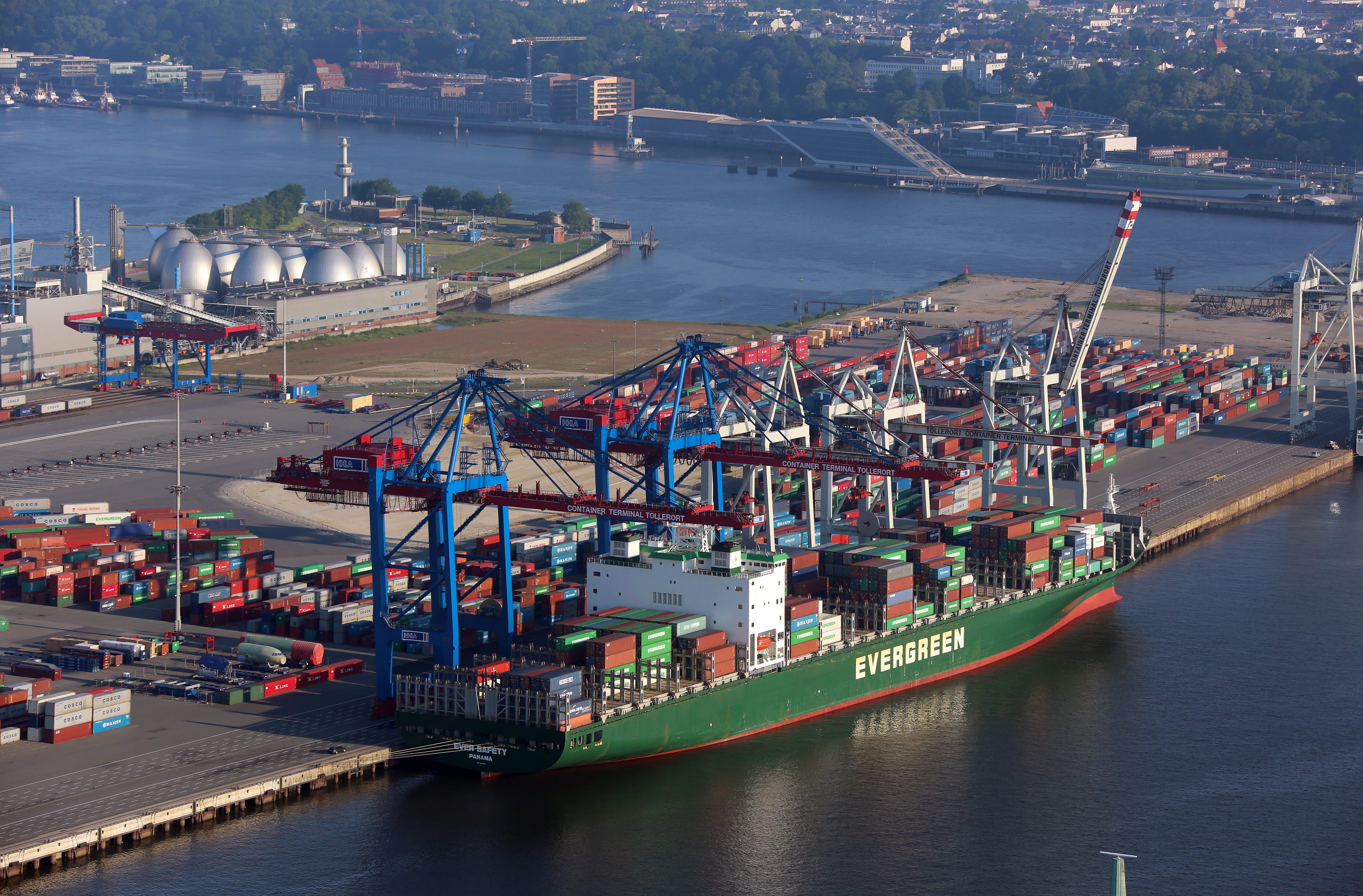
Ever Safety

| Evergreen S-Klasse           | Evergreen S-Klasse | Evergreen S-Klasse | Evergreen S-Klasse | Evergreen S-Klasse                                          | Evergreen S-Klasse         |
| Bauname                      | Bau- nummer        | IMO- Nummer        | Ablieferung        | Auftraggeber                                                | Umbenennungen und Verbleib |
| ---------------------------- | ------------------ | ------------------ | ------------------ | ----------------------------------------------------------- | -------------------------- |
| Hatsu Shine                  | 1265               | 9300386            | 27. September 2005 | MCC Leasing No 24 Hatsu Marine, London                      | 2008 Ever Shine            |
| Hatsu Sigma                  | 1266               | 9300398            | 14. November 2005  | A&L CF March 5 Hatsu Marine, London                         | 2008 Ever Sigma            |
| Hatsu Smart                  | 1267               | 9300403            | 2. März 2006       | A&L CF March 5 Hatsu Marine, London                         | 2008 Ever Smart            |
| Hatsu Smile                  | 1268               | 9300415            | 2. Juni 2006       | A&L CF March 5 Hatsu Marine, London                         | 2009 Ever Smile            |
| Ever Spring                  | 1269               | 9300427            | 31. August 2006    | Dora SNC, Panama Evergreen Marine, Kaohsiung                | 2006 Ever Superb           |
| Ever Steady                  | 1271               | 9300439            | 26. Dezember 2006  | Simeon SNC, Panama Evergreen Marine, Kaohsiung              | -                          |
| Ever Strong                  | 1272               | 9300441            | 27. März 2007      | SLOC Panama, Panama Evergreen Marine, Kaohsiung             | -                          |
| Ever Summit                  | 1273               | 9300453            | 26. Juni 2007      | Yamasa New Pulsar V, Panama Evergreen Marine, Kaohsiung     | -                          |
| Ever Safety                  | 1274               | 9300465            | 5. Oktober 2007    | Evergreen International, Panama Evergreen Marine, Kaohsiung | -                          |
| Ever Salute                  | 1275               | 9300477            | 11. Januar 2008    | Evergreen International, Panama Evergreen Marine, Kaohsiung | -                          |
| Daten: Equasis, grosstonnage |                    |                    |                    |                                                             |                            |

## Zwischenfälle
Die Ever Smart verlor am 30. Oktober 2017 42 Container.